# James Bridger
James Bridger, Jim Bridger (ur. 17 marca 1804 w stanie Wirginia, zm. 17 lipca 1881 w Kansas City, Missouri) – amerykański traper, handlarz futer, zwiadowca, jeden ze słynnych ludzi Dzikiego Zachodu. 
W 1843 w południowo-zachodniej części Wyoming wybudował własną faktorię i fort, w którym osadnicy jadący szlakiem oregońskim mogli uzupełnić zapasy i odpocząć.